# 周鯤
周鯤（1507年—？），字少魚，號章端，福建興化府莆田縣人，軍籍，明朝政治人物。

## 生平
嘉靖四年（1525年）乙酉科福建鄉試第七十三名舉人。嘉靖十七年（1538年）中式戊戌科會試第二百十一名，登第二甲第四十三名進士。官江西副使。

## 家族
曾祖周輦，訓導；祖父周俅，訓導 贈監察御史；父周宣，廣東布政使司左布政使。母陳氏（封孺人）。慈侍下。兄周鳌。